# Petrina Price
Petrina Price, född 26 april 1984, är en friidrottare från Australien. Hon deltog vid olympiska sommarspelen 2004.